# جيمي لندن
جيمي لندن (بالبرتغالية: Jimmy London‏) هو كاتب أغاني وملحن برازيلي، ولد في 5 يونيو 1975 في ريو دي جانيرو في البرازيل.

## وصلات خارجية
- الموقع الرسمي